# Queniborough
Queniborough är en ort och civil parish i Storbritannien.   Den ligger i grevskapet Leicestershire och riksdelen England, i den södra delen av landet, 150 km norr om huvudstaden London. Queniborough ligger 62 meter över havet och antalet invånare är 2 307.
Terrängen runt Queniborough är platt. Runt Queniborough är det ganska tätbefolkat, med 134 invånare per kvadratkilometer. Närmaste större samhälle är Leicester, 9,4 km sydväst om Queniborough. Trakten runt Queniborough består till största delen av jordbruksmark.